# 寶山第二水庫
寶山第二水庫，簡稱寶二水庫，位於台灣新竹縣寶山鄉山湖村境內之離槽水庫，屬中港溪水系峨眉溪支流石井溪上游，水源引用自頭前溪支流上坪溪（上坪攔河堰）之餘水調節運用，有效蓄水量為3,218萬噸。寶山第二水庫與寶山水庫聯合運用，可增加新竹地區水資源之調蓄及供給能力。

## 沿革
有鑒於新竹地區工商業快速發展，公共及工業用水量與日俱增，經濟部水利署為增進新竹地區水源調度與供應能力，與台灣自來水公司及新竹縣政府共同興建寶山第二水庫。寶山第二水庫於1987年開始規劃，並於1997年4月開始實施，至2006年6月正式完工。

## 計畫效益
- 水庫完成後，每日可增加供水量28.2萬噸，年增加供水量為10,200萬噸。
- 配合政府推動振興經濟產業方案之政策，供應新竹科學園區3期擴建完成後所需之用水。
- 提高本地區水資源之調蓄能力與空間，以利資源永續利用與發展，減低地下水超限利用，配合區域均衡發展，提供新竹生活圈公共給水之水源，達成區域發展目標。
- 水庫完成後尚可與隆恩堰及寶山水庫聯合運用，可提高本系統之供水量。
- 寶山第二水庫與寶山水庫聯合運用，可個別取水或聯通存蓄而同時送水至寶山淨水廠處理，每日可增加供水量28.20萬噸，每年可增加供水量1.02億噸，可增加新竹地區水資源之調蓄能力與空間及水資源永續利用與發展，減低地下水超限利用，配合區域均衡發展，提供穩定新竹生活圈公共給水之水源，達成區域發展之目標。

## 基本資料
- 大壩：中央不透水心層分區滾壓式土壩
- 壩高：61公尺
- 壩頂長：345公尺
- 壩頂寬度：10公尺
- 壩頂標高：154公尺
- 蓄水量：3134萬立方公尺
- 溢洪道：
  - 形式：自由溢流堰接齒墩陡槽鋼筋混凝土結構
  - 設計流量：205.69秒立方公尺
  - 設計洪水位：標高151.73公尺
  - 溢流堰頂：150公尺
- 溢流堰：半圓型式
- 堰頂標高：150公尺
- 溢流堰長：56.7公尺。

## 蓄水範圍
蓄水範圍：指寶二水庫水位標高150公尺以下與其迴水所及蓄水域及相關重要設施（大壩、溢洪道、取水工、出水工及上坪堰等）之土地與水面，其範圍涵蓋新竹縣北埔鄉、寶山鄉、竹東鎮及橫山鄉，面積約157.28公頃。

## 外部連結
- 經濟部水利署北區水資源局全球資訊網-寶山第二水庫 （页面存档备份，存于）
- 經濟部水利署全球資訊網-寶山第二水庫 （页面存档备份，存于）
- 台灣水庫即時水情 （页面存档备份，存于）